# Anii 880
Secole: Secolul al VIII-lea - Secolul al IX-lea - Secolul al X-lea
Decenii: Anii 830 Anii 840 Anii 850 Anii 860 Anii 870 - Anii 880 - Anii 890 Anii 900 Anii 910 Anii 920 Anii 930
Ani: 880 | 881 | 882 | 883 | 884 | 885 | 886 | 887 | 888 | 889